# 2.8비날론련합기업소
2.8비날론연합기업소(-聯合事業所)는 함경남도 함흥시 사포구역에 위치한다. 일제 강점기에 석회 질소 비료와 미소 옥탄 부타놀 등을 생산하던 카바이드 공장을 근간으로 건설되어 1961년 5월에 완공된 2.8 비날론 공장과 본궁 화학 공장을 모체로 1973년에 연합 기업소로 설립되었다. 
석회석을 이용하여 카바이드와 아세틸렌을 제조한 후 이를 원료로 비날론과 염화 비닐을 생산하며, 이 밖에도 농약, 가성소다, 모빌론 섬유, 석회 질소 비료, 각종 염료 등 500여종의 화학제품을 생산하였다.

## 개요
90년대 중반 이전과 대비하여 견절 직장, 촉매 직장, 현대화 직장, 수출품 직장과 보수분사업소, 화학 기계 분공장 등은 새로 확인되었으며 방사 직장은 수평과 수직 방사 직장으로 분리되었고 모빌론 직장은 섬유 직장으로 전환된 것으로 보이며 산소분리기 직장, 함흥 살초제 공장, 단백질 사료 공장 등은 보도되지 않았다. 
연간 생산 능력은 90년대 후반기준 카바이드 75만 톤, 비날론 5만 톤, 염화비닐 5만 톤, 모빌론 1만 톤, 석회 질소 비료 5만 톤, 염화 비료 10만 톤 등으로 알려져 있다. 부지 면적은 50만m2에 달한다.
이 기업소는 90년대 들어서면서 가동상황이 악화되기 시작하여 경제난이 극심해진 90년대 중반이후에는 공장 가동이 거의 중단되었던 것으로 보인다. 2000년 들어서면서 공장 재가동을 위한 설비 복구 및 개건 작업이 적극적으로 추진되었으며 가성소다 공정과 염화비닐생산 공정을 중심으로 전개되었다.

## 개건 현대화 과정
2000년에 가성 소다 공장의 개건 작업이 확인되기 시작하였으며 2003년 완공되었다.
이 과정에서 대형 전해조와 대용량 전해 정류기, 대용량 차단기 등을 자체로 생산하여 설치하였다고 하고 2005년 12월에는 염화 비닐 생산 공정이 개건 현대화되어 생산에 들어갔다.
이후 가성소다 직장에서 가성소다와 염소, 수소 생산을 진행하면서 알데히드, 초산, 알콜, 가소제 등의 중간 화학 제품 생산을 위한 공정 개건과 카바이드 증산을 위한 2기의 전기로 대보수 작업을 진행하여 2007년 말경 완료하였다고 한다.
구체적으로는 여러해 동안 세워두었던 합성직장의 알데히드공정과 초산공정, 알데히드 촉매공정 등 100여건에 달하는 개건·보수와 가소제직장의 수천입방의 펌프 재생 등 메탄올 공정 개건, 암모니아 직장의 현대화된 분리기 설치와 새로운 물 전해 공정 건설, 아세틸렌 직장의 여러대 아세틸렌 발생기 보수 - 정비, 염산 직장 수만 톤 능력의 염산 생산 공정 신규 조성 등이다.
2008년에는 가성소다와 염화비닐 생산이 늘어남에 따라 비날론 중간제품 생산 공정을 되살리기 위한 작업을 진행하였는데 가소제직장의 여러 생산공정들을 재건하여 크로톤 알데히드, 부타놀, 가소제 등을 생산해내는데 성공하였다고 한다.
또한 2009년에는 염화비닐, 가성소다 생산관련 새로운 유기합성 생산공정 확립을 위한 사업을 진행하였는데 이 공정 완성으로 초산, 알콜, 옥타놀을 비롯한 화학제품의 대량 생산의전망을 기대하였으며 농약 - 물감 생산 공정 개건을 진행하였다.
2010년 들어 비날론 섬유 생산에 성공하고 2월 김정일 앞에서 시연을 하였으며 비날론 공장 준공을 경축하는 함흥시 군중 대회를 김정일 참석하에 개최하였음을 알수가 있다.
본격적인 비날론 섬유 생산을 위해 수평 방사 직장에 섬유 공정을 설치하고 시운전을 진행하여 2011년 11월 조업식을 진행하였다.
유리병 공장 현대화 공사와 유탁 염화 비닐 생산 공정 건설에도 착수하였다고 2013년들어서도 비날론 생산에 박차를 가하면서 경공업 공장들에 더 많은 기초 화학 제품 공급을 노력하고 있다.

## 개건 현대화 연표
- 2000년 - 가성소다 공장 개건작업을 시작하였으며 2003년에 대형 전해조와 전해 정류기 차단기등을 자체로 설치를 하였음을 알수가 있다.
- 2007년 - 가성소다 공장을 가성소다 직장으로 변경하고 가성소다와 염소, 수소 생산을 진행하면서 알데히드등을 생산을 주력을 하게 되었음
- 2008년 - 가성소다와 염화 비닐 생산이 늘어나고 특히 중간제품 생산 공정을 되살리는데 주력을 하게 되었음
- 2009년 - 염화비닐, 가성소다 생산 관련하여 유기 합성 생산 공정 확립을 위한 사업을 진행하고 초산 및 알코올 그리고 옥타놀을 전량 자체 생산으로 돌리게 되었음
- 2010년 - 비날론 섬유 생산이 주력으로 개건하는데 완료를 하고 2월에 김정일앞에서 시연을 하는데 성공을 거두게 되었음
- 2011년 - 2.8 비날론 연합 기업소가 2011년 11월 정식으로 조업식을 하고 전면 가동에 들어갔음을 알수가 있음
- 2013년 - 유리병 공장 현대화 공사와 더불어 유탁 염화 비닐 생산 건설 사업에도 착수하여 비날론 재건에 앞장을 서게 되었음을 알수가 있다.
- 2013년 - 경공업 공장들에 대하여 기초 화학 제품 공급을 주력하고 있음을 알수가 있음